# SMS Vaterland

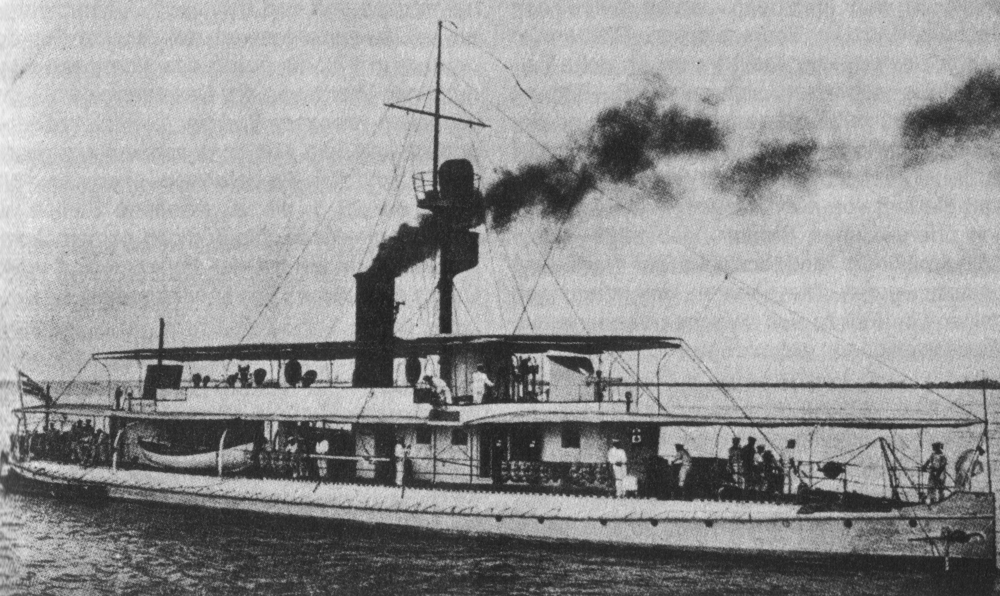
Річковий канонерський човен SMS Vaterland

SMS Vaterland (пізніше китайський Li-Sui та маньчурський Risui ) був річковим канонерським човном Імператорського флоту, який діяв з 1904 по 1914 рік на річці Янцзи в Китаї і підпорядковувався Східно-азійській крейсерскій ескадрі.  
Однотипний SMS Tsingtau. 

## Найменування
Назва "Vaterland" була обрана кайзером Вільгельмом II як символічна демонстрація впливовості для німецьких жителів, які жили у Китаї. 

## Будівництво
Як і головний корабель типу,  SMS Tsingtau "Фатерланд" був спеціально розроблений для з дуже малою осадкою для роботи на річці Янцзи. 
Корабель складався з окремих секцій і його можна було перевезти в розібраному вигляді. Після перевезення у трьох частинах  пароплавом  "Бісгравія" в лютому 1904 року "Фатерланд" був знову зібраний в Шанхаї. У травні 1904 зданий до служби. 

## Служба під німецьким прапором

### 1905-1910
"Фатерланд" здійснив кілька подорожей по річці Янцзи, озерам Дунтін і Поянху. Коли 18 грудня 1905 року в Шанхаї спалахнули заворушення, корабель разом поставила разом із канонерським човном SMS Tiger висадив десантну команду . 
У квітні 1907 року вона здійснила подорож до верхів’я річки Янцзи і зустрілася 4-го. травня, з британськими канонерськими човнами HMS Woodlark та HMS Woodcock та французьким канонерським човном Orly перед тим, як вирушити разом з Чунцін . Разом із "Вудларком" він потім діяв у Ваншієні, де спалахнули заворушення. Німецький місіонер був евакуйований.. У 1908 році човен здійснив подорож по річці Мін. Командир та деякі члени  екіпажувідвідали столицю провінції Ченду. 
У 1909 році "Фатерланд" здійснював лише звичайні подорожі. У травні 1910 р. корабель зупинився під Їчаном через заворушення. Пізніше він прибув до ремонту в Шанхай. 

### 1911-1914
У зв'язку з подальшими заворушеннями, "Фатерланд" була відправлена в січні 1911 року разом з катером SMS Jaguar, SMS Taku і міноносцем SMS S 90 до Ханькоу, тепер частина Уханя, і там залишилася до травня. Коли в жовтні 1911 р. Спалахнула китайська революція, човен знову використовували в Ханькоу. З 1912 по 1914 рік "Фатерланд"  виконував лише рутинні завдання та періодично проводив капітальний ремонт у Шанхаї. 
При спалаху Першої світової війни 1. У серпні 1914 року "Фатерланд"  знаходивсяа в Нанкіні. Поки невеликий загін  залишався на борту, екіпаж вирушив дорогу до Циндау (Ціндао) і був направлений на допоміжний крейсер "Корморан" .  Аби запобігти конфіскації корабля, його продали спеціально створеній фіктивній компанії та перейменований на Landesvater . 

## Під китайським та маньчжурським прапорами
Після вступу Китаю у Першій світовій війну, корабель був конфісковано і передано ВМС Китаю. Човен був перейменований в Лі-Суй і діяв разом з Лі-Ціе (колишній SMS Otter ) на Сунгарі (притока Амуру) . Там його, мабуть, кілька разів перебудовували і змінили озброєння. У 1932 році Лі-Суй був захоплений японськими військами в поганому стані і відремонтований в 1933 році фірмою Кавасакі в Харбіні. Там він був перейменований в "Risui". 22-го.  серпні 1945 року він був завойований радянськими  військами і отримав ім’я Т. С. Пекін .  Невідомо, коли "Лі-Суй" був переведений у військово-морський флот Маньчжурії, який складався переважно з канонерських човнів.  